# П'єрмон (Нью-Йорк)
П'єрмон (англ. Piermont) — селище (англ. village) в США, в окрузі Рокленд штату Нью-Йорк. Населення — 2517 осіб (2020).

## Географія
П'єрмон розташований за координатами 41°2′30″ пн. ш. 73°54′41″ зх. д. / 41.04167° пн. ш. 73.91139° зх. д. (41.041570, -73.911407).  За даними Бюро перепису населення США в 2010 році селище мало площу 2,99 км², з яких 1,76 км² — суходіл та 1,23 км² — водойми.

## Демографія
Згідно з переписом 2010 року, у селищі мешкало 2510 осіб у 1236 домогосподарствах у складі 650 родин. Густота населення становила 841 особа/км².  Було 1340 помешкань (449/км²).
Расовий склад населення:
| - 86,1 % — білих - 6,1 % — азіатів - 3,3 % — чорних або афроамериканців - 2,4 % — осіб інших рас |

До двох чи більше рас належало 2,1 %. Частка іспаномовних становила 9,9 % від усіх жителів.
За віковим діапазоном населення розподілялося таким чином: 15,2 % — особи молодші 18 років, 66,8 % — особи у віці 18—64 років, 18,0 % — особи у віці 65 років та старші. Медіана віку мешканця становила 47,7 року. На 100 осіб жіночої статі у селищі припадало 89,9 чоловіків;  на 100 жінок у віці від 18 років та старших — 88,9 чоловіків також старших 18 років.
Середній дохід на одне домашнє господарство  становив 149 158 доларів США (медіана — 92 445), а середній дохід на одну сім'ю — 177 856 доларів (медіана — 115 208). За межею бідності перебувало 5,6 % осіб, у тому числі 7,7 % дітей у віці до 18 років та 2,0 % осіб у віці 65 років та старших.
Цивільне працевлаштоване населення становило 1384 особи. Основні галузі зайнятості: освіта, охорона здоров'я та соціальна допомога — 31,0 %, фінанси, страхування та нерухомість — 19,4 %, науковці, спеціалісти, менеджери — 13,1 %, мистецтво, розваги та відпочинок — 9,3 %.